# 浜海新区
浜海新区（ひんかいしんく）は、中華人民共和国天津市に位置する副省級市轄区。

## 地理
浜海新区は華北平原北部、山東半島と遼東半島の中間に位置する。天津市東部に位置する浜海新区は渤海湾を臨む。北は河北省唐山市豊南区、南は黄驊市と接している。
浜海新区には150km以上の遠浅の海岸線と38kmにわたり域内を流れて渤海に入る海河があるなど、淡水や海水の恵みと関わりが深い。独流減河が渤海湾に注ぐ直前に北大港水庫を形成し、一帯はアカハジロ、ソデグロヅル、コウノトリ、オバシギ、ホシハジロ、サカツラガンなどの生息地として、2020年にラムサール条約登録地となった。
水産資源は豊富であり、高潮帯にはカニ類が、中潮帯には魚類・エビ類・貝類などが多く繁殖し、渤海のコウライエビやワタリガニ科のカニなどは中国の内外で品質や味の良さが知られていた。海で獲れる天然の水産物や、海水で養殖される水産物から海鮮料理などが発達したが、渤海の汚染や海河の河口堰建設、海岸部の埋め立て工事により漁業全体が打撃を受けている。
水産資源のほかには地熱資源も豊富で、摂氏65度から78度の温泉が大量に湧き出している。
塘沽周辺は、天津港の中心となる巨大なコンテナターミナルがあるほか、精油所、石油化学コンビナート、製塩工場、造船基地などが集積する工業地帯もある。1980年代の改革開放後、「天津経済技術開発区」（Tianjin Economic-Technological Development Area、略称: TEDA、泰達、テダ）や「天津港保税区」「国家海洋ハイテク開発区」などの工業団地が設けられ多くの外資系企業が進出している。TEDAは天津の新たな経済の中心地区となっているほか、ニュータウンの建設も各地で進む。塩田跡地では埋め立て工事を行い、中国政府とシンガポール政府が共同で開発するニュータウン「天津生態城」（天津エコシティ、汚水やゴミなど再生可能な資源を再利用し、徒歩や公共交通機関での移動を主とするニュータウン）が建設されている。
公共交通機関では、天津市中心部と塘沽との間の津浜軽軌鉄路が2005年に開通している。また海河に架橋された海河塘沽大橋は、主塔が一本の斜張橋としては世界第3位の規模である。

## 歴史

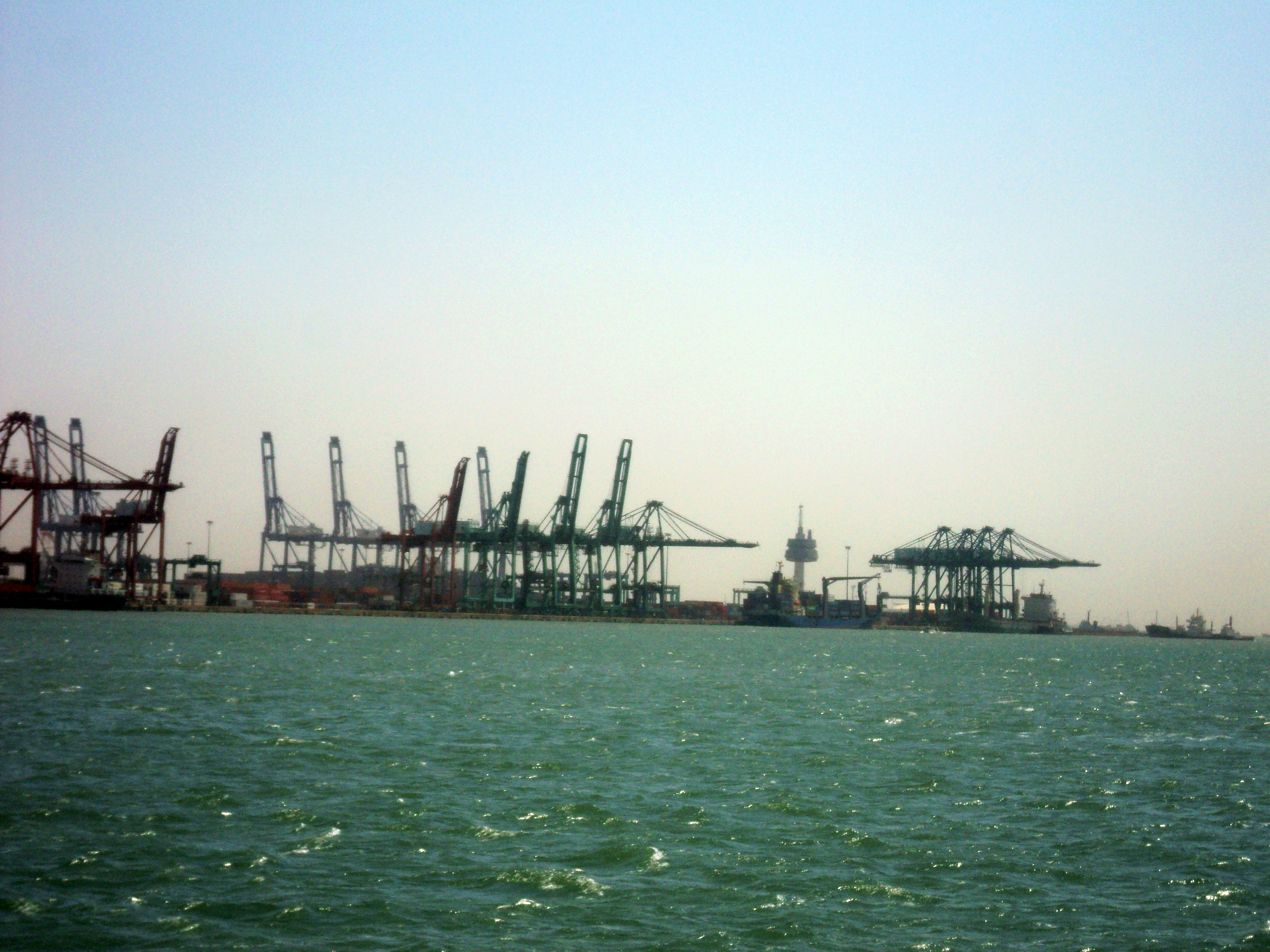
天津港

塘沽には全国重点文物保護単位に指定された重要な史跡もある。天津を守る大沽口砲台（大沽口炮台遺址、津門十景の一つにもなっている）や明の永楽年間に建設された古刹の潮音寺が残り、漁民・農民・製塩民らが共存してきた歴史もうかがえる。戦略上重要な場所であり古くから港としても栄えた。また塘沽協定はこの地で結ばれている。
中国最大の塩業企業である「天津鹸廠」は、1880年に北洋水師が開設した工場や、中国の化学工業の黎明期を担った「黄海学社」に由来するなど、中国の近代工業の発祥の地の一つでもある。また1980年代の改革開放後、天津経済技術開発区（TEDA）など経済特区や工業団地が設けられ、外資系の工場やオフィスが進出する新たな都市となった。2000年代半ばからは、面積200平方kmにおよぶ埋立地を造成し、大型船の入港可能な港湾や臨海ニュータウンを建設する中国最大級の埋立工事、「天津填海造陸」プロジェクトが実施されている。
2009年10月21日、天津市の市轄区のうち、渤海海岸に面した塘沽区、漢沽区、大港区の三区が合併し、新たに浜海新区が設置された。2010年1月11日に区政府機構の行政事務が開始された。
2015年8月12日深夜、港口地区で大規模な爆発事故が発生した。

## 行政区画
13街道、5鎮を管轄する。
| 街道弁事処・鎮                 | 社区・村 |
| ------------------------------ | --- |
| 塘沽街道                       | 崇安里社区、河華里社区、恵安里社区、擁軍里社区、向陽里社区、丹東里社区、正義里社区、碧海龍都社区、民主街社区、福星里社区、聯合村社区、草場街社区、海河園社区、紫雲園社区、新城家園社区、朝陽楼社区、富陽里社区、馨苑社区、金海花園社区、祥和家園社区、雅苑社区、新開里社区、新尚里社区、北侖里社区、近開里社区、港航社区、海防里社区、海寧里社区、安定里社区、貽芳嘉園社区、華雲園社区、三百噸社区、永利社区、港務局社区 |
| 杭州道街道                     | 新園里社区、唐山里社区、華蓉里社区、静安里社区、文安里社区、長征里社区、貴陽里社区、新業里社区、泰和城社区、京山道社区、福州道社区、蘭庭社区、麗水園社区、毓園社区、安順道社区、北隣村社区、吉慶里社区、和平里社区、吉寧里社区、延安里社区、西隣村社区、貽豊園社区、宏達園社区、芳園里社区、米蘭社区、康居園社区、浜海智諦山社区、弘沢城社区、治国里社区 |
| 新河街道                       | 西江里社区、珠江里社区、漓江里社区、新建里社区、高辛里社区、趙家地社区、震新社区、南河底社区、四季風情社区、南益社区、威海路社区、南瑞社区、福昇園社区 |
| 大沽街道                       | 遠景社区、河南里社区、新橋里社区、華安楼社区、泰和新都社区、和睦園社区、和盛苑社区、和美苑社区、和諧園社区、建新里社区、南北衛里社区、石油南区社区、浜海西区社区、石油西区社区、東三区社区、浜海東区社区、建工社区、響螺湾第一社区、安陽社区、天津港散貨物流社区 |
| 新北街道                       | 貽成尚北社区、新々家園社区、迎賓園社区、欧美小鎮社区、貽正嘉合社区、融盛社区、藍山国際社区、暁鎮家園社区、首創国際社区、貽錦台社区、貽成豪庭社区、諾徳名苑社区、渤海園社区 |
| 北塘街道                       | 文化宮社区、楊家場社区、欣雅苑社区、海闊苑社区、海沢苑社区、泰達御海社区、融創君瀾社区、幸福城第一社区、攬涛軒社区、幸福城第二社区、寧車沽東村、寧車沽北村、寧車沽西村、寧車沽南村、欣華苑社区 |
| 胡家園街道                     | 光明里社区、前進里社区、胡北社区、遠洋城社区、紅光家園社区、覚祥園社区、馨順園社区、遠洋浜尚社区、旭輝瀾郡社区、欣美園社区、馨盛園社区、佳順苑社区、佳美苑社区、星海苑社区、遠洋浜瑞社区、宇康園社区、河頭村、南窯村、劉荘子村、一疙瘩村、鄭荘子村、于荘子村、周荘子村、田荘子村、大埝村、五十間房村、頭道溝村、八堡村、義和荘村、中心荘村、中八車村、中西村、三川橋村、六道溝村、中心橋村 |
| 漢沽街道                       | 後坨里社区、前坨里社区、王園里社区、賈園里社区、中陽里社区、東浜里社区、紅霞里社区、浜河家園社区、金谷里社区、新城里社区、田華里社区、大田村、芦前村、芦中村、芦後村、小王𨟠村、大王𨟠村、小馬杓沽村、大馬杓沽村、下塢村、新立村 |
| 寨上街道                       | 華陽里社区、建陽里社区、坨南里社区、鉄坨里社区、恵陽里社区、平陽里社区、徳陽里社区、東風里社区、新村里社区、朝陽花園社区、洒金坨村、大神堂村 |
| 茶淀街道                       | 五羊里社区、三明里社区、七星里社区、九龍里社区、宜春里社区、留園里社区、清園里社区、泰安里社区、雅安里社区、茶園里社区、蘭園里社区、崔荘村、茶東村、茶西村、留荘村、西孟村、孟家𨟠村、橋沽村、後沽村、宝田村、前沽村、崔興沽村、西李自沽村 |
| 大港街道                       | 興盛里社区、振業里社区、興安里社区、陽春里社区、重陽里社区、晨暉里社区、開元里社区、港明里社区、曙光里社区、建安里一社区、建安里二社区、福苑里社区、福安里社区、晨暉北里社区、春暉里社区、港星里社区、福華里社区、春港花園社区、興徳里社区、朝暉里社区、興慧里社区、地球村社区、前進里社区、前光里社区、七隣里社区、六合里社区、双安里社区、三春里社区、勝利里社区、四化里社区、五方里社区、栄華里社区、興華里社区 |
| 古林街道                       | 官港第一社区、官港第二社区、港電社区、建北里社区、欣々里社区、世紀花園社区、潤沢園社区、凱旋苑社区、福匯園社区、福港園社区、福満園社区、福繍園社区、福錦園社区、福芳園社区、海川園社区、海韻園社区、海通園社区、艾維諾社区、上古林村、工農村、建国村、馬棚口一村、馬棚口二村、大港開発区社区 |
| 海浜街道                       | 幸福社区、陽光佳園社区、陽光佳園（西）社区、怡然社区、同盛東里社区、心港仮日東里社区、南春園社区、広場社区、煉盛社区、花園南里社区、鑽井新村社区、芳華社区、桃李園区場社区、春華社区、祥和社区、採油社区、北安社区、新盛社区、団結村社区、西苑社区、二号院社区、安泰社区、同盛西里社区、心港仮日西里社区、北苑社区、華幸社区、華福社区、華盛社区、華隆社区、双豊社区、西運社区、求実社区、春陽社区、奉献社区、愛国社区、誠信社区、創新社区、慶祥社区、慶福社区、遠景一村、遠景三村、沙井子一村、沙井子二村、沙井子三村、聯盟村、港獅社区、港驊社区 |
| 新城鎮                         | 黄圏社区、新城村、営房村、南開村、鄧善沽村、梁子村、紫楓苑社区 |
| 楊家泊鎮                       | 高荘村、看才村、蘿蔔坨村、付荘村、李自沽村、楊家泊村、羊角村、辛荘村、桃園村、東尹村、東荘坨村、西荘坨村、魏荘村 |
| 太平鎮                         | 太平村、遠景二村、紅星村、六間房村、東昇村、友愛村、劉荘村、竇荘子村、翟荘子村、五星村、大道口村、蘇家園村、大村村、崔荘村、郭荘子村、前十里河村、後十里河村、邱荘子村、大蘇荘村 |
| 小王荘鎮                       | 渡口村、小王荘村、東湾河村、西樹深村、東樹深村、沈清荘村、銭圏村、王房子村、劉崗荘村、小辛荘村、小蘇荘村、徐荘子村、李官荘村、北抛村、東抛村、南抛村、北和順村、南和順村、張荘子村、陳寨荘村、瑞景園社区、聖美園社区、北大港農場生活区 |
| 中塘鎮                         | 黄房子村、大安村、西正河村、十九頃村、張港子村、中塘村、薛衛台村、万家碼頭村、新房子村、北台村、劉塘荘村、常流荘村、小国荘村、楊柳荘村、南台村、東河筒村、西河筒村、潮宗橋村、西閘村、馬圏村、試験場村、趙連荘村、甜水井村、漁業村 |
| 開発区                         | 時尚広場社区、福瑞社区、康翠社区、紫雲社区、雅園社区、華納社区、翠亨社区、芳林社区、泰豊社区、東海社区、盛清社区、学院社区、天江公寓社区、出口加工区社区、頂新宿舎社区、天海公寓社区、美克宿舎社区、国翔公寓社区、投資服務中心社区、天津開発区現代産業区、天津開発区泰達慧谷社区、天津開発区南部新興産業区社区、天津開発区中区、南港工業区社区 |
| 保税区                         | 保税区社区 |
| 天津浜海新区高新技術産業開発区 | 華苑社区、高新区浜海科技園社区、海洋高新技術産業園区社区 |
| 東疆保税港区                   | 海港社区、聴涛苑社区、啓航家園社区、君景湾社区、瞰海軒社区、東疆保税港区社区 |
| 中心商務区                     | 于家堡金融区社区、響螺湾商務区社区 |
| 臨港経済区                     | 怡湾社区、臨港経済区社区 |
| 中新天津生態城                 | 海博社区、永定社区、彩虹社区、和暢社区、和風社区、季景社区、和韻社区、宜禾社区、景杉社区、水岸社区、錦廬社区、蘭苑社区、生態城社区、浜海旅遊社区、中心漁港経済区社区 |
| 臨港産業園区一                 | 臨港産業園区一虚擬社区 |
| 臨港産業園区二                 | 臨港産業園区二虚擬社区 |
| 天津浜海中関村科技園           | 天津浜海中関村科技園虚擬社区 |